# Ceriagrion glabrum
Ceriagrion glabrum (Burmeister, 1839) è una libellula della famiglia Coenagrionidae.

## Descrizione

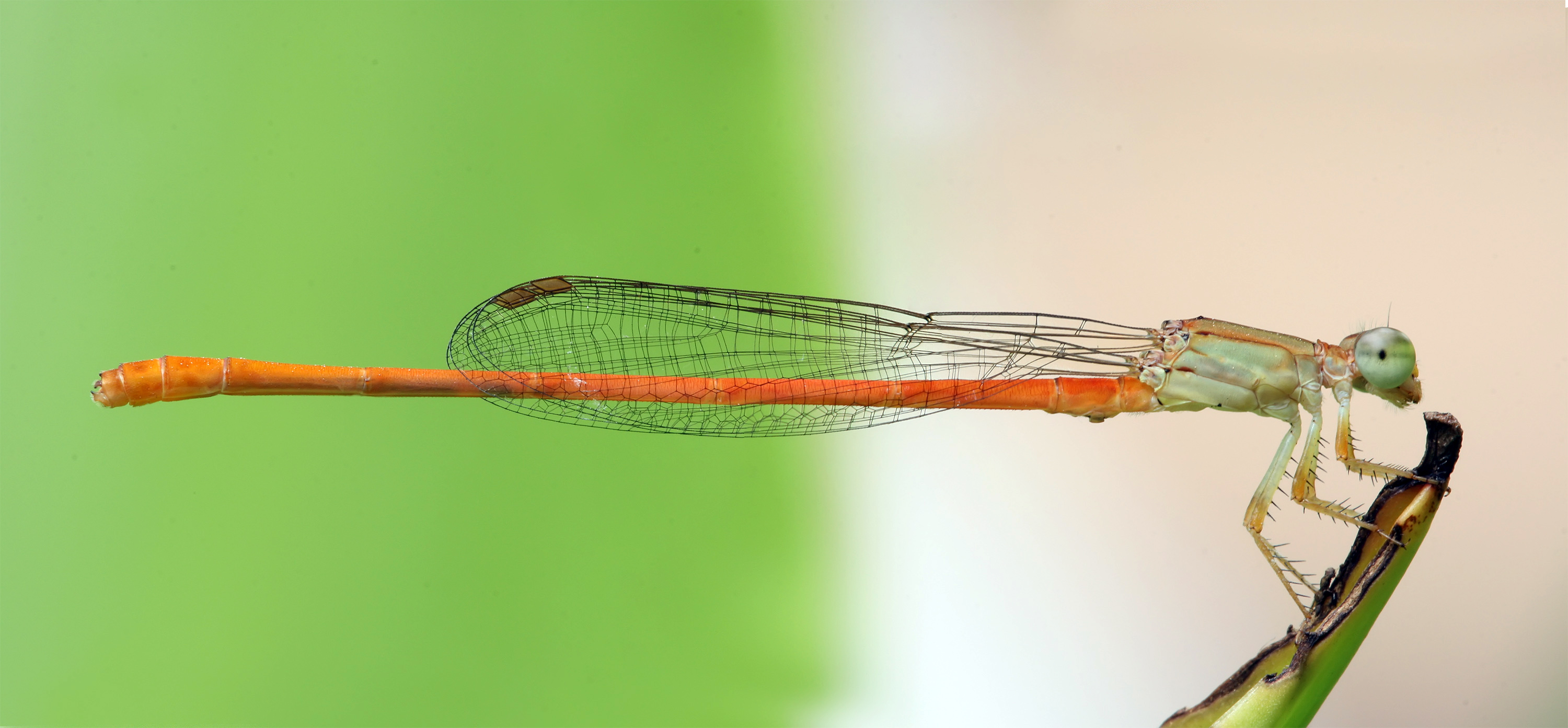
Maschio di Ceriagrion glabrum

Il maschio presenta il corpo di una colorazione arancione molto vistosa mentre la femmina varia, a seconda della maturità, dal bruno chiaro a quello scuro.

## Distribuzione e habitat
È diffusa soprattutto nel continente africano dove abita le zone paludose e gli acquitrini.